# メルエンラー1世
メルエンラー1世(メルエンラー・ネムティエムサク1世)とは、エジプト第6王朝の4代ファラオである。

## 生涯
ペピ1世の子として生まれる。前2283年に即位し、ペピ1世と同様、ウェ二が権勢を振るった。彼は自らヌビアに行幸し、ヌビアから臣従の礼を受けるとともに、「南部」の総督となったウェ二に対し、五つの運河を掘削させ、ナイル川上流域の水上交通網を整備させた。前2278年、在位5年で崩御。死後、弟のペピ2世が王位を継いだ。
彼の埋葬場所からはミイラが発見されている。これは発見されている歴代ファラオのミイラの中で最も古いものであり、このミイラの発見によりミイラ学が進歩を遂げたことはいうまでもない。(エジプト黎明期のファラオのミイラは、殆どが散逸/白骨化しているため、ほぼ完全な状態で残っているのは極めて稀である)
ミイラは下顎と胸部の一部が欠損している他は足の爪先まで残っているほど保存状態が良く、発見された当時の学者達を驚嘆させた。